# Allosuctobelba menglunensis
Allosuctobelba menglunensis är en kvalsterart som beskrevs av Wen 1997. Allosuctobelba menglunensis ingår i släktet Allosuctobelba och familjen Suctobelbidae. Inga underarter finns listade i Catalogue of Life.